# Some Kind of Trouble
Some Kind of Trouble er det tredje studiealbum fra den britiske singer-songwriter James Blunt. Albummet blev udgivet 8. november 2010. Den 6. december 2011 blev der udgivet en deluxe-version af albummet med titlen Some Kind of Trouble: Revisited.

## Spor
- Standard edition[16]

1. "Stay the Night" (Blunt, Robson, Tedder, Marley) – 3:36
2. "Dangerous" (Blunt, Robson) – 3:10
3. "Best Laid Plans" (Blunt, Hector, Robson, strings arranged by David Campbell) – 3:30
4. "So Far Gone" (Blunt, Robson, Tedder) – 3:34
5. "No Tears" (Blunt, Hector, Robson) – 3:50
6. "Superstar" (Blunt, Kurstin) – 3:49
7. "These Are the Words" (Blunt, Hector, Robson) – 3:23
8. "Calling Out Your Name" (Blunt, Hector, Robson) – 3:24
9. "Heart of Gold" (Blunt, Robson) – 3:31
10. "I'll Be Your Man" (Blunt, Kevin Griffin) – 3:37
11. "If Time Is All I Have" (Blunt, White) – 3:25
12. Empty Track – 0:05[17]
13. "Turn Me On" (Blunt, White) – 2:29

- UK physical edition bonus content

14. "Stay the Night" (Live at Metropolis) (video) – 3:46
15. "So Far Gone" (Live at Metropolis) (video) – 4:00
16. "If Time Is All I Have" (Live at Metropolis) (audio) – 3:25
- UK digital edition bonus content

14. "Into the Dark" – 2:50
15. "Stay the Night" (video) – 3:46
16. "Stay the Night" (Making of the Video) – 3:00
- Amazon.co.uk bonus track

14. "There She Goes Again" – 3:49
- Japanese bonus track

14. "This Love Again" – 2:58
- German bonus tracks

14. "Into the Dark" – 2:50
15. "There She Goes Again" – 3:49
- German deluxe edition bonus DVD

1. "Stay the Night" (video)
2. "So Far Gone" (video)
3. "If Time Is All I Have" (video)
4. "Stay the Night" (Making of the Video)
5. "Some Kind of Trouble" (Making of the Album)

- US standard edition alternate track

1. "Stay the Night" (US edit) – 3:25
- US deluxe edition bonus tracks

14. "You're Beautiful" (Live in Belgium) (Blunt, Skarbek) – 3:38
15. "If Time Is All I Have" (Live in Belgium) (Blunt, White) – 3:31
- US digital edition bonus content

14. "Into the Dark" – 2:50
15. "There She Goes Again" – 3:49
16. "This Love Again" – 2:58
17. "Stay the Night" (Fred Falke Remix) – 3:36
18. "Stay the Night" (video)
- Some Kind of Trouble: Revisited bonus tracks[15]

14. "Into the Dark" – 2:50
15. "There She Goes Again" – 3:49
16. "Stay the Night" (Fred Falke Remix) – 3:36
17. "Dangerous" (Deniz Koyu & Johan Wedel Remix) – 5:11
- Some Kind of Trouble: Revisited bonus DVD

Live in Paleo
1. "So Far Gone"
2. "Dangerous"
3. "Billy"
4. "Wisemen"
5. "Carry You Home"
6. "These Are the Words"
7. "I'll Take Everything"
8. "Out of My Mind"
9. "Goodbye My Lover"
10. "High"
11. "Same Mistake"
12. "Turn Me On"
13. "Superstar"
14. "You're Beautiful"
15. "So Long, Jimmy"
16. "I'll Be Your Man"
17. "Stay the Night"
18. "1973"

Musikvideoer
1. "Stay the Night"
2. "So Far Gone"
3. "If Time Is All I Have"
4. "I'll Be Your Man"
5. "Dangerous"

## Hitlister
| Hitliste (2010)             | Højeste placering |
| --------------------------- | ----------------- |
| Australian Albums Chart     | 5                 |
| European Top 100 Albums     | 2                 |
| Finland's Official List     | 9                 |
| French Digital Albums Chart | 1                 |
| French Albums Chart         | 3                 |
| German Albums Chart         | 2                 |
| German Downloads Chart      | 1                 |
| Italian Albums Chart        | 7                 |
| Polish Albums Chart         | 14                |
| Swiss Albums Chart          | 1                 |
| UK Albums Chart             | 4                 |
| US Billboard 200            | 11                |